# Internaționala Umanistă
Internaționala Umanistă este o organizație internațională a partidelor de orientare neoumanistă. Congresul de constituire a avut loc la Florența în ianuarie 1989. Majoritatea formațiunilor reprezentate în Internațională (cca 20 partide-membre în total) sînt extraparlamentare și prea puțin relevante pe scenele politice naționale, provenind mai ales din țările Americii Latine sau Europei.  